# ジーヴォ
ジーヴォ（Gevo, Inc. ) は、米国コロラド州ダグラス郡デンバーに本社をおく再生可能化学製品と先進的なバイオ燃料の生産会社。

## 解説
同社は、バイオテクノロジーと従来の化学を併用した技術により石油由来の製品に代わる代替バイオ製品（英語版）を開発する。サーキュラーエコノミーを基にした様々な資源からの再生エネルギーを使ったビジネルモデルにより、 旧式な製造工程の改良、改新的な農業 (資源の保護と農地改良による農耕方法 英語版)、土壌の炭素隔離 (長期間に土壌に溜まった二酸化炭素を取り出すこと 英語版)、広汎なシステムの効率化、同社の製品すなわち天然資源を保護をすることにより、環境学的な持続可能性 (サステイナビリティ) に注力する。アルゴンヌ国立研究所のGREETモデル(車両燃料等の排気ガス計測のためのモデル 英語版 ) を自社製品の持続可能性 (サステイナビリティ) の計測のために採用し、高タンパク質飼料、トウモロコシ由来の油脂製品、高エネルギー液体炭化水素の生産を目指す。持続可能な環境で育てられた飼料用馬歯種トウモロコシ（英語版）を原材料として、高価値タンパク質、再生可能炭化水素の基になるイソブチルアルコール、再生可能燃料（ジェット燃料、ガソリン、軽油）を生産し、これらを現在使われている燃料や化学製品へ支障なく融合できると確信する。  同社への出資会社は、Burrill & Company, Khosla Ventures(英語版), Lanxess(英語版), Osage University Partners, Total,  Virgin Green Fundなどである。

## ジーヴォのサーキュラーエコノミー（循環経済）
ジーヴォのビジネスモデルは、様々な工程からの温室効果ガスの排除や再生可能エネルギー（光合成による太陽エネルギー、風力、バイオガス、再生可能天然ガス、等）を組み込むことでつくられ、それが同社のサーキュラーエコノミー（循環経済）の中核となっている。同社のサーキュラーエコノミーは、人類の努力を推進するのに長い間役立ってきた経済的な力に依存する。そして同社の経営目標は、大気中の炭素レベルのバランスを取り戻すための革新、設計、そしてその様な可能性を潜在的に持つプロジェクトへの投資の推進である。
同社のサーキュラーエコノミー (４ページ目参照) は次の通り：
- 持続可能 (サステイナブル )に育てられた飼料用トウモロコシが大気中の二酸化炭素を使い、土壌の炭素隔離 (土の中に溜まった二酸化炭素の除去 英語版)をする。
- 農耕物へ良い影響を与えるプロバイオティクス微生物を土壌に加え、不耕起栽培を採用することにより土壌の炭素が増えて収穫量が増える。
- 同社はこの様に栽培された飼料用トウモロコシを買い入れ、穀粒からタンパク質とデンプン質を分離する。
- 分離されたタンパク質成分は高タンパク質飼料になり、乳牛、肉牛の餌になる。
- 乳牛と肉牛は乳製品や食肉として、タンパク質と肥料を食物連鎖内へ供与する。
- 農地の肥料はバイオリアクターに入れられ、その肥料から発生したメタンガスがバイオガスとなる。
- このバイオガスは発酵工程で熱源として使われる。
- また、従来の電力系統への依存を減らすため、風力原動機による電力を使う。
- 特許を持つ生体触媒と分離工程 GIFT（同社の統合発酵技術 Givo’s Integrated Fermentation Technology) でイソブチルアルコールがつくられる。そしてこのイソブチルアルコールが高エネルギーの液体炭素水素の基になリ、ガソリン、軽油、ジェット燃料用ブレンドストックになる。
- メタン (CH4)を取り出した後にバイオリアクターに残った肥料にはまだ窒素、リン、カリウムが残っているため、次の作物のために農地に撒かれる。
- 車、飛行機から大気中に排出された二酸化炭素 (CO2)は、上述の通りトウモロコシによってサーキュラーエコノミーに還元される。

## イソブチルアルコール生産の経済的観点
イソブチルアルコール(C4H10O) は、４つの炭素(C4)を持つアルコールで、特殊化学品（用途多様な化学薬品）(英語版)としてそのまま使われたり、付加価値燃料のブレンドストックとして使われる。 （ブレンドストックとはそれ自体では未完成のオイルのことで、他の未完成オイルと混合、精製され完成品となる。）イソブチルアルコールはまた、現在の石油化学産業で使われる精製化学技術でブテン(C4H8) に簡単に変えることもできる。ブテンは炭化水素の主要な構成物質であり、プラスチック、繊維、ゴム、その他のポリマー（重合体化合物) 、炭化水素燃料の生産にも使われる 。再生可能な原材料から作られたイソブチルアルコールは、石油化学及び精製産業にとっては competitive price（適正価格：法外な高／安値でなく、売り手と買い手が同意し、死重損失が生じない長期均衡価格) の炭化水素の代替物質となるだろう。その理由は、その化学式 "C4 hydrocarbons" の形成が示すように、4つ炭素原子(C4)から構成されているため、石油や天然ガスの主成分である炭化水素 (CH4) に容易に変換が可能。この過去十年間（2000年〜2010年)、発酵可能な糖類の価格変動幅は石油のものよりも狭い。これは石油価格の変動によるリスク回避を求める産業用イソブチルアルコール購買者にとって重要なことである。イソブチルアルコールとその派生品は、世界の石油化学製品の約４割に応用できる可能性がある。生産者は、 機材や生産工程を変更することなく、石油由来の原材料をイソブチルアルコール由来のものへ換えることが出来る。その上、イソブチルアルコール系原材料からできた最終製品は石油系原材料からできたものと化学的に同じ成分で、市場に受け入れられるまでの時間が短くなる可能性がある。

## 技術、工学、生産
ジーヴォは、現存するエタノール生産工場を改造するだけでイソブチルアルコールを生産できる技術を開発した。同社の統合発酵技術 GIFT (Givo’s Integrated Fermentation Technology) は、イソブチルアルコールの効率的な生産と分離ができる技術プラットホームのことである。GIFTとは、次の二つから構成される：(1) 生体触媒：複数の再生可能原料から取り出された糖質をイソブチルアルコールへ換えるもの。(特許取得済)　(2)分離工程： 発酵過程で水からイソブチルアルコールを 継続的に分離するもの。(特許取得済)　同社は、自社の技術プラットフォームを現在の世界のエタノール生産容量の年間約200億ガロン に対応できる様に開発した。この数値は再生可能燃料協会（英語版）による２０１０年現在の概算。GIFTによるイソブチルアルコールの生産は、エタノール用の既存の生産設備を改造するだけで良いので、比較的設備投資費が低額で済む。これにより、迅速でコスト効率の良い再生可能材料の発酵からイソブチルアルコール生産までの工程が可能になる。　同社はまた、バイオマスから出来た糖質をセルロース由来のイソブチルアルコールへ変えることが出来る酵素も開発中である。(これはこの技術で採算が取れればによる。) 同社は生産施設を拡張し、２０１４年までに５億ガロン以上のイソブチルアルコールの販売を予定する。
- セントジョセフ (ミズーリ州) の実証施設：2009年９月に、ジーヴォのバイオブタノール生産工程は、米国ミズーリ州セントジョセフにある ICM株式会社（エンジニアリング会社）の所有する採算可能量の生産ができる規模の工場（年間百万ガロンの生産可能）及び、エタノール生産装置を既にバイオブタノールへの生産が可能な装置への改造が済んだ工場で生産が実演された。[8] 実演プロジェクトは同社によりエタノール工場をイソブチルアルコール生産に再利用が可能なこと、またこれが迅速にに比較的小額な先行設備投資でできることを示した。
- 最初の商業的生産施設：２０１０年９月に、同社はミネソタ州ルヴェーン市[英語版]にあるエタノール生産施設（2千2百万ガロン）の所有権を取得した。[9]２０１０年第四半期に装置の改造を開始予定。この施設でのイソブチルアルコールのこの商業生産開始は２０１２年前半を予定。[10]

## 焦点にする市場
今日の化学業界では、イソブチルアルコールをプラスチック、繊維、ゴム、その他のポリマー、炭化水素燃料へ換える技術の殆どは周知、実践されている。ジーヴォの商業化に向けた取り組みは次の市場に向けられている。
- イソブチルアルコールは、調整をせずにそのまま特殊化学品や燃料用ブレンドストックへの応用ができる。燃料用ブレンドストック市場では、イソブチルアルコールは高値なアルキレート（合成高オクタン価ガソリン、主に航空ガソリンの基材）、エタノール、その他の多用途な燃料用酸素化合物への混合や代替えが可能である。[11]　２０１０年１１月、同社はEPAの大気浄化法[12] の承認を満たし、そのイソブチルアルコールがアメリカ合州国環境保護庁 (EPA) の認めるブレンドストックとしての認定を受けた最初の企業になった。国際エネルギー機関(IEA)のデータによると、世界のガソリン酸素化合物市場は約年間約400億ガロンである。イソブチルアルコールはエタノールへの代りに使えるが、その製品特性はエタノールとは全く異なる。ガソリン用ブレンドストックとしては、イソブチルアルコールのエタノールに比べて低リード蒸気圧(RVP 英語版)、高エネルギー含有量、低い水溶性は、精製業者への直接販売が可能で、既存のエンジンやパイプライン等のインフラへ互換性のある価値のあるものである。イソブチルアルコールは特殊化学溶媒としても直接使用目的に販売することもできる。このブタノールの世界市場はSRIのデータによると年間約11億ガロンである。
- プラスチック、繊維、ゴム、その他のポリマー イソブチルアルコールは、様々な種類の炭化水素に変化でき、次に述べる物質などの多くの製品の基礎となることが可能である。その物質とは、ゴム、潤滑剤、添加物、メタクリル酸メチル、ポリプロピレン、ポリエステル、ポリスチレンで、その潜在的総合市場はSRI, CMAI, Nexant のデータによると年間約670億ガロンである。
- 炭化水素燃料  イソブチルアルコールからつくられる炭化水素は、炭化水素燃料と同様にジェット燃料や軽油もつくることができる。国際エネルギー機関(IEA)によると、イソブチルアルコールからつくられた炭化水素燃料を含めたその潜在的市場は 年間約9,000億ガロンである。同社のジェット燃料を使用する航空会社：ルフトハンザドイツ航空、ユナイテッド航空、 エティハド航空、 キャセイパシフィック航空、 エミレーツ航空、 日本航空、 大韓航空、 アトラス航空 (2017年11月現在) [13]